# Otiko Afisa Djaba
Otiko Afisa Djaba (sinh ngày 21 tháng 1 năm 1962) là một chính trị gia Ghana. Bà có ba đứa con, một trai và hai gái. Sự tham gia trước đây của bà là Nhà tổ chức Phụ nữ Quốc gia cho Đảng Yêu nước mới. Bà cũng là cựu bộ trưởng phụ trách giới, trẻ em và bảo vệ xã hội.

## Tuổi thơ và giáo dục
Djaba sinh ngày 21 tháng 1 năm 1962 tại Henry Kojo Djaba và Rosalind Sheita Bawa tại Koforidua ở khu vực phía đông Ghana. bà là người thứ hai trong số hai mươi mốt anh chị em.
Djaba học trường trung học Tamale (nay là trường trung học Tamale). Bà có bằng tốt nghiệp về truyền thông và tiếp thị từ một tổ chức ở Vương quốc Anh. Bà cũng đã được đào tạo như một nhà phân tích hệ thống máy tính từ một trường đại học ở Vương quốc Anh.

## Đời sống chính trị
Năm 2008, Djaba tranh giành ghế Bole Bamboi trên vé của NPP nhưng thua cựu Tổng thống, John Dramani Mahama  và sau đó trở thành Nhà tổ chức Phụ nữ của Đảng Yêu nước Mới. bà được bổ nhiệm làm Bộ trưởng Bảo vệ Giới, Trẻ em và Bảo trợ Xã hội năm 2017. Vào tháng 8 năm 2018, bà được bổ nhiệm làm đại sứ của Ghana tại Ý nhưng từ chối lời đề nghị.

### Phản đối vị trí bộ trưởng
Các nhà lập pháp thiểu số đã ra khỏi một quá trình bỏ phiếu để phê chuẩn việc bổ nhiệm Djaba làm Bộ trưởng Bảo vệ Giới, Trẻ em và Xã hội nói chung rằng "họ tin rằng tính khí và thái độ của bà ấy không đảm bảo rằng họ sẽ có thể quản lý tốt hơn các vấn đề của trẻ em Ghana. và phụ nữ". Trước cuộc tổng tuyển cử năm 2016 tại Ghana, Djaba đã kêu gọi người dân bộ lạc Gonja bỏ phiếu cho John Mahama vì ông không trung thành với họ, mô tả ông tại một cuộc mít tinh chính trị năm 2016 vì ông rất xấu xa, bất tài và tuyệt vọng ". bà cho rằng những bình luận của mình là không khiêu khích và rằng cô" không nợ ai một lời xin lỗi ", tiếp tục khăng khăng sử dụng cùng một ngôn ngữ để mô tả cựu tổng thống. Hai các mối quan tâm khác cũng được các nhà lập pháp đối lập nêu ra: đầu tiên là về việc bà vi phạm Đạo luật Đề án Dịch vụ Quốc gia Ghana 426 phần 7, bắt buộc tất cả sinh viên tốt nghiệp đại học phải làm một dịch vụ quốc gia bắt buộc một năm trước khi lên chức. Bà nhắc lại khẳng định rằng Charlotte Osei đề nghị ủng hộ tình dục cho Mahama để đổi lấy vị trí chủ tịch Ủy ban bầu cử của Ghana.
Mặc dù các thành viên phe đối lập bước ra khỏi lá phiếu bí mật, Djaba vẫn nhận được 152 phiếu thuận lợi vượt quá 50% yêu cầu để đảm bảo vị trí của cô.
Bà Otiko Afisa Djaba hiện đang tổ chức một Chương trình Truyền hình trên TV3 được đặt tên là Hãy Hãy nói chuyện Khả năng 